# Klaus Scheer
Klaus Scheer (Siegen, 4 ottobre 1950) è un allenatore di calcio ed ex calciatore tedesco, di ruolo centrocampista.

## Palmarès
- DFB-Pokal: 1

Schalke 04: 1971-1972